# Rzędzianowice
Rzędzianowice is een dorp in de Poolse woiwodschap Subkarpaten. De plaats maakt deel uit van de gemeente Mielec en telt 1289 inwoners.